# سلم الدي أن إيه

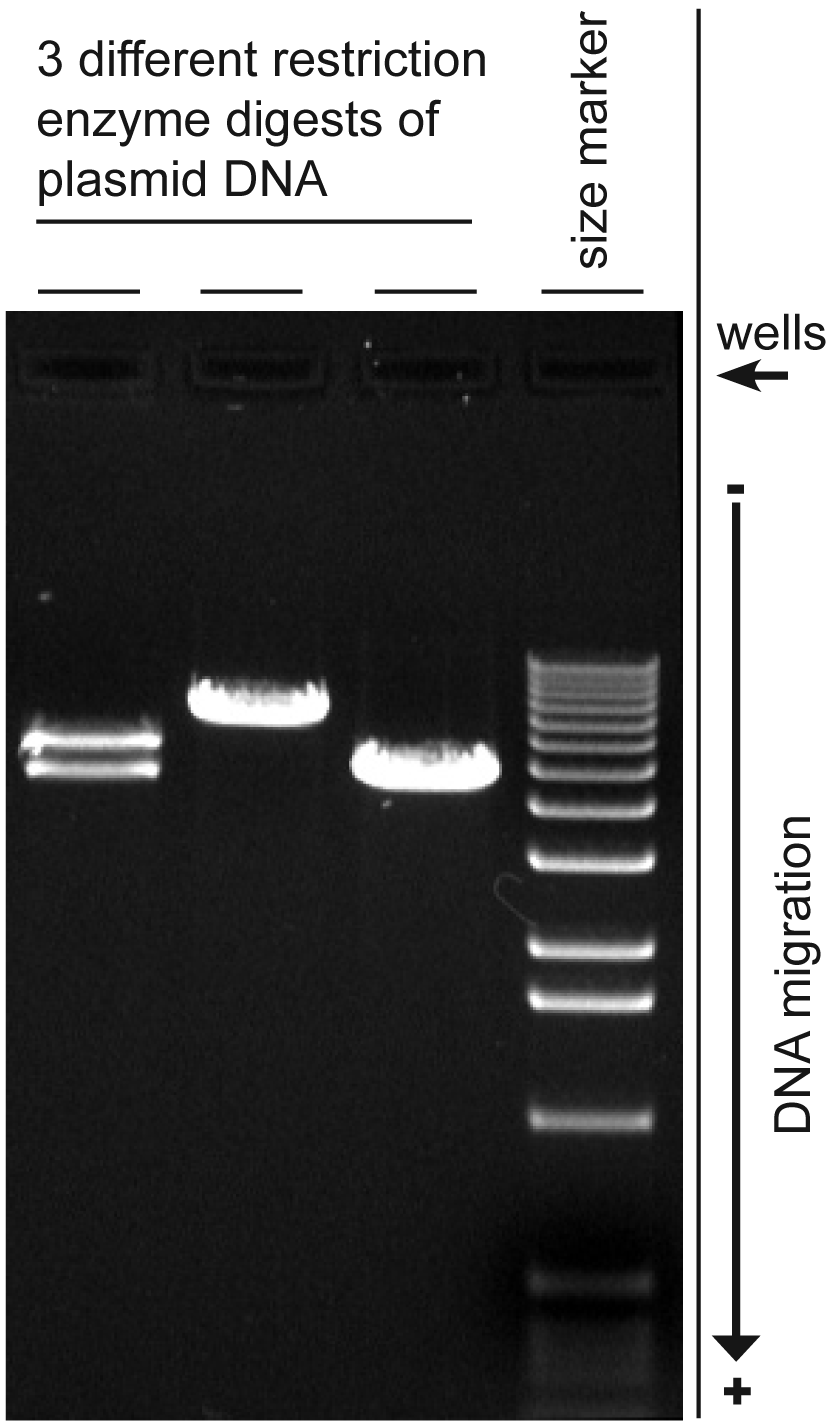
هلام الأغاروز مع سلم 1 كيلو قاعدة، على أقصى اليمين.

تدور هذه المقالة حول إحدى أدوات التقانة الحيوية. ومن أجل التعرف على طبيعة الظاهرة المعلمية، يمكنك الإطلاع على مقال تفسخ الدنا (بالإنجليزية:  DNA laddering)‏ لمزيد من المعلومات حول تلك الظاهرة.
يُمَثِلُ سلم الدنا (الحمض النووي)  (بالإنجليزية:  DNA Ladder)‏ أحد حلول جزيئات  الحمض النووي ذات الأطوال المختلفة والمستخدمة في الترحيل الكهربائي لهلام الاغاروز. حيث أنه يتم تطبيقه على هلام الأغاروز كمرجعٍ قياسيٍ لتقدير حجم جزيئات الحمض النووي. هذا بالإضافة إلى أنه يمكن استخدامه في تقريب كتلة مجموعةٍ من خلال مقارنتها بسلم  كتلةٍ خاصٍ.
هذا وتتوفر العديد من سلالم الحمض النووي للاستخدامات التجارية وفقاً لطول الدنا الممتوقع. حيث أن سلم 1 كيلو قاعدة ذا قطعةٍ يتراوح مداهها من 0.5  كيلو قاعدة تقريباً إلى 10 أو 12 كيلو زوج قواعد وكذلك سلم 100 كيلو قاعدة ذا قطعٍ يتراوح مداها من 100  زوج قواعد إلأى ما يزيد عن 1000 زوج قواعد هما الأكثر تكراراً فيما بين أطوال السلالم الأخرى. وغالباً ما يتم إنتاج سلالم الدنا بواسطة عملية تقييد هضمٍ ملائمٍ للبلازميد. مع ملاحظة وجود سلالمٍ خاصةٍ للحمض النووي من أجل  حلزونات الحمض النووي فائقة اللف وكذلك  الحمض الريبي النووي.
فعلى سبيل المثال، يعبر λ DNA-HindIII Digest عن أحد سلالم الدنا والتي لها أحجام حزمٍ (بمقياس  الأزواج القاعدية) تُقَدَرُ بـ 23، 230؛9، 416؛6، 557؛4، 361؛2، 322؛2، 027؛564 و125 كيلو قاعدي.
تم استرجاع ذلك من موقع "DNA ladder""